# Micropterix turkmeniella
Micropterix turkmeniella és una espècie d'arna de la família Micropterigidae. Va ser descrita per Kuznetsov, l'any 1960.
És una espècie endèmica de Turkmenistan.